# Jean Bourdier
Pour les articles homonymes, voir Bourdier.
Jean Bourdier, né le 6 juin 1932 à La Frette-sur-Seine et mort le 3 octobre 2010 à Boulogne-Billancourt, est un écrivain, traducteur et journaliste français.

## Biographie
En 1954, il fait partie des milieux qui gravitent autour de Pierre Poujade, qui crée alors l'Union de défense des commerçants et artisans. Il est membre de la Corpo Assas, et anime à partir de sa création en 1954 le mouvement des Jeunes indépendants de Paris, dont il laissera la direction à Jean-Marie Le Pen.
Ami de Jean-Marie Le Pen et du journaliste de l'ORTF Jean-François Chiappe, il participe en 1972 à la fondation du Front national. Il est en 1984 l'un des fondateurs avec Roland Gaucher, Michel Collinot, François Brigneau et Jean-François Touzé du journal National-Hebdo.
En 1998 et 1999, il succède à Martin Peltier en tant que rédacteur en chef de National-Hebdo, à la demande de Jean-Marie Le Pen. Jean Bourdier a également collaboré à La Nouvelle Revue d'histoire. Il tenait une chronique dans Flash magazine.
Auteur d'essais historiques et de romans policiers, Jean Bourdier a également écrit sous le pseudonyme de John McGregor (ou Mac Gregor).
Dans le milieu de l'édition, il est codirecteur, avec Maurice-Bernard Endrèbe, des collections « P.J. » chez Julliard et « Littérature policière » aux éditions Opta, où il traduit de nombreux polars américains et britanniques. Il est responsable de la rubrique littéraire, puis rédacteur en chef de l'hebdomadaire Minute, où il forme notamment au journalisme Serge de Beketch.
Grand connaisseur de la littérature britannique, il se retire dans le Sussex dans les années 1990, où il poursuit dès lors la traduction de romans et essais anglo-saxons (Le Royaume interdit, de Rose Tremain — prix Femina étranger 1994 —, Antony Beevor, Allan Massie), le plus souvent pour son ami, l'éditeur Bernard de Fallois.
En 1969, il épouse en deuxièmes noces Brigitte du Tanney, journaliste et mère de Caroline Colombier.

## Œuvres

### Romans, essais, ouvrages historiques
- Le Comte de Paris, La Table ronde, 1965
- Les Armées blanches, Stock, 1968 (en collaboration avec Marina Grey) ; réédition, Paris, Le Livre de poche no 5116, 1978  (ISBN 2-253-01972-0) ; réédition, Paris, Dualpha, 2004  (ISBN 2-915461-09-0)
- À la mer comme à la mer, Paris, La Table ronde, 1974
- Les Marchands de légendes, Paris, Plon, coll. « Les Impertinents », 1978  (ISBN 2-259-00406-7)
- Les Commandos du désert, Paris, Presses de la Cité, « Troupes de choc », 1976  (ISBN 2-258-00170-6) ; réédition, Paris, Presses Pocket no 1679, 1979  (ISBN 2-266-00784-X)
- Les Chasseurs de la RAF Royal Air Force. Dans la Bataille d'Angleterre (juillet-septembre 1940), Paris, Presses de la Cité, « Troupes de choc », 1982  (ISBN 2-258-01103-5) ; réédition, Paris, Presses pocket no 2107, 1984  (ISBN 2-266-01461-7)
- Voyage en Socialie, Paris, J. Grancher, 1983
- Les Évadés du jour J, Paris, Presses de la Cité, « Frères d’armes », 1984  (ISBN 2-258-01419-0)
- La Citadelle du désert, Paris, Presses de la Cité, « Frères d’armes », 1986  (ISBN 2-258-01743-2)
- La Route de Dunkerque, roman, Paris, Presses de la Cité, 1993
- Scotland Yard : les dossiers d'une police pas comme les autres, Paris, J. Grancher, 1995  (ISBN 2-7339-0462-0)
- Histoire du roman policier, Paris, Éditions de Fallois, 1996
- Stirling et les commandos du désert, Paris, Dualpha, 2004  (ISBN 2-915461-10-4)
- Visages d'une vie, Paris, Dualpha, 2008  (ISBN 978-2-35374-078-9) (mémoires)

### Roman signé John McGregor
- Le Commissaire priseur, Paris, Librairie des Champs-Élysées, coll. « Le Masque » no 1507, 1978  (ISBN 2-7024-0702-1) ; rééd. Auda Isarn, coll. « Le Lys noir », Toulouse, 2025.

## Sources
- Jacques Baudou et Jean-Jacques Schleret, Le Vrai Visage du Masque, vol. 1, Paris, Futuropolis, 1984, 476 p. (OCLC 311506692), p. 293.
- Claude Mesplède, Dictionnaire des littératures policières, vol. 1 : A - I, Nantes, Joseph K, coll. « Temps noir », 2007, 1054 p. (ISBN 978-2-910686-44-4, OCLC 315873251), p. 275.